# Castillo imperial (Sacro Imperio Romano Germánico)
Un castillo imperial (en alemán: Reichsburg, a veces Kaiserburg; en latín: Cæsareum castrum) es la denominación que recibían los castillos de la época del Sacro Imperio Romano Germánico que se consideraban parte de los dominios imperiales (Reichsgüter), y no posesiones de los propios emperadores o dinastías monárquicas (Hausgüter). En otras palabras, estos castillos pertenecían a los reyes de romanos y emperadores del Sacro Imperio mientras reinaban, pero no pasaban en herencia a sus herederos naturales, salvo cuando estos heredaran también el título —o fueran elegidos al cargo— de emperador. En todo caso, pasaban a formar parte de los dominios de los sucesores en el cargo.

## Descripción
Un importante número de Reichsburgen se erigieron en las regiones de Suabia, Franconia, el Palatinado y Alsacia, que durante el período Hohenstaufen reunían una gran cantidad de propiedades imperiales, que incluían desde áreas agrícolas aisladas a territorios con numerosas aldeas y ciudades. A menudo, los castillos imperiales, como antes los palacios imperiales de la Alta Edad Media, se situaban en las afueras de los extensos bosques imperiales.
Buena parte de estos castillos se construyeron por orden directa del soberano imperial, aunque muchos otros fueron sencillamente adquiridos a sus propietarios originales, habiendo sido construidos con anterioridad en lugares considerados estratégicos. Una vez convertidos en castillos imperiales, su administración recaía en los burgmannen, caballeros procedentes principalmente de familias de patricios y ministeriales. En muchos casos, los castillos solían estar custodiados por varios castellanos (agrupados en gremios conocidos como burgmannschaften), lo cual requería de un cargo de castellano mayor (bugherr), que en ocasiones estaba vinculado al título nobiliario de burgrave (como en el caso del burgraviato de Núremberg). Aquello resultó en una brecha que se hacía cada vez mayor entre estos y los demás castellanos, quienes con los años llegarían a formar la burguesía de las ciudades y liderar las rebeliones ciudadanas contra la nobleza.
Aunque rara vez un castillo imperial pasaba a formar parte de las posesiones particulares del emperador, sí ocurría que estos castillos se entregaban a villas y sus gentes. Esta práctica se vería potenciada durante las guerras de los margraves, cuando las ciudadanías de varias regiones se rebelaban contra los margraves y burgraves, apoyando el concepto de ciudad imperial libre (es decir, un vasallaje fiscal directo al emperador, como único soberano, a expensas de sus obligaciones económicas hacia la nobleza territorial). A su vez, algunos castillos imperiales fueron conquistados por los burgraves, habiendo cambiado por ende de condición y titularidad. En ocasiones, un castillo imperial, al ser entregado a villas y ciudadanías, fue ampliado (a veces considerablemente), en cuyo caso solo la construcción original conservaba el término «castillo imperial» (aun sin serlo). Este es el caso del castillo de Núremberg, que incluye varias edificaciones, aunque solo una de ellas —el castillo original— recibe hasta hoy el apelativo Keiserburg.

### Palacios imperiales
Los Kaiserpfalzen altomedievales se podrían considerar predecesores o incluso una variedad temprana de los castillos imperiales, por servir a los soberanos temporalmente durante sus viajes y campañas, aunque en su mayoría sí eran propiedad del propio emperador y no siempre estaban fuertemente fortificados.

### SigloXX
Durante el nacionalsocialismo, se magnificaba la importancia histórica de los castillos categorizados como castillos imperiales. La palabra «imperial» (Reich en alemán) se usaba muchas veces con fines propagandísticos dentro de los conceptos del Tercer Reich y el Reich de los mil años.